# Етичне лідерство
Етичне лідерство — це лідерство, яке спрямоване на повагу до етичних переконань і цінностей, а також на гідність та права інших людей окремо і всього людства . Це пов'язане з такими поняттями, як довіра, чесність, уважність, харизма та справедливість.
Етика стосується того, які цінності та мораль окрема людина, чи суспільство вважають бажаними чи доцільними. Крім того, етика стосується доброчесності людей та їх мотивів. На вибір лідера також впливає їх моральний розвиток.

## Подальше читання
- Рейлі, Е. С. (2006). Майбутнє: Роздуми про етичні лідерські позиції та виклики. Освітнє лідерство та адміністрація, 18, 163—173
- МакКуні, Е. (2006). Змушення етики стає живом. Ділове спілкування щоквартально, 69 (2), 158—170
- Ві, Х. Корпоративна етика: право робить сили. Бізнес-тиждень в Інтернеті
- Стансбері, Дж. (2009). Обґрунтована моральна угода: Застосування етики дискурсу в організаціях. Ділова етика щоквартально. 19 (1), 33-56
- Seidman, D. (2010), Bloomberg Business Week. Ethical Leadership: An Operating Manual. 10, 1-2